# Андрес Колорадо
Андрес Фелипе Колорадо Санчез (шп. Andrés Felipe Colorado Sánchez; 1. децембар 1998) колумбијски је фудбалер који тренутно наступа за Некаксу.

## Каријера
Колорадо је своју фудбалску каријеру започео у Кортолуи. Одатле је отишао у Депортиво из Калија и ту провео три сезоне као позајмљени играч. У истом статусу је током 2022. наступао за Сао Пауло. Почетком фебруара 2023. приступио је Партизану, такође као уступљен играч. Тиме је постао први колумбијски фудбалер у дресу тог клуба. На дебитантском наступу у Суперлиги Србије, против крагујевачког Радничког крајем истог месеца, уписао је асистенцију.
За селекцију Колумбије дебитовао је на пријатељској утакмици с екипом Хондураса у јануару 2022. На истом сусрету био је стрелац победоносног поготка за своју репрезентацију.